# خاوی امایا
خاوی امایا (انگلیسی: Javi Amaya؛ زادهٔ ۳ ژانویهٔ ۱۹۹۰) بازیکن فوتبال اهل اسپانیا است.